# 馮纘
馮纘（？—？），后改名冯芝，山西代州人，清朝政治人物、進士出身。
嘉慶十三年，登進士，改庶吉士，嘉慶十四年，授翰林院检讨。